# Herman van Salza
Herman van Salza (vermoedelijk Langensalza (Thüringen), ongeveer 1179 – Salerno, 20 maart 1239) was de vierde grootmeester van de Duitse Orde: van 1209 tot 1239. Hij was een groot diplomaat en had banden met de keizer van het Heilige Roomse Rijk en met de paus.

## Biografie
Herman van Salza werd geboren in een ministeriële familie van lage landadel uit Thüringen, waarschijnlijk in 1179. Hij maakte lange reizen door Klein-Azië en de kruisvaardersstaten na zijn deelname aan de Derde ("Duitse") Kruistocht in het gevolg van landgraaf Lodewijk III van Thüringen. De precieze intredingsdatum in de Duitse Orde is niet bekend, maar hij komt voor het eerst voor in 1209 als grootmeester. Waarschijnlijk heeft hij het eerste jaar van zijn regeerperiode doorgebracht aan de Middellandse Zee. In die periode werden de activiteiten van de Orde uitgebreid van Spanje tot Litouwen.
Herman was een vriend en raadslid van keizer Frederik II, de belangrijkste weldoener en grootste beschermer van de orde. Frederik beloonde Herman met vorstelijke schenkingen, omvangrijk geldelijk gewin en politieke invloed. Ze ontmoetten elkaar voor het eerst in Neurenberg in december 1216. Herman werkte bijna twintig jaar als bemiddelaar tussen Frederik en de Romeinse Curie vanaf 1222 en was vrijwel ononderbroken onderweg. Paus Honorius III zag ook Hermans capaciteiten, en verschafte de Duitse Orde weer een gelijke status als de Maltezer Orde en de Tempeliers, nadat de naam een fikse deuk had gekregen onder vroegere grootmeesters. Verwacht werd dat de orde een belangrijke impuls kon zijn voor een nieuwe kruistocht en een belangrijke rol kon spelen bij het koloniseren en kerstenen van 'heidense' gebieden aan de oostelijke grenzen van het Heilige Roomse Rijk.
In 1211 stond Herman aan de leiding van ridders van de Duitse Orde in Burzenland (Transsylvanië), om het te verdedigen tegen oprukkende Komanen; dit op aanvraag van koning Andreas II van Hongarije. De orde werd voor haar hulp rijkelijk beloond met grote stukken land, kloosters en kerken. De Hongaarse adel klaagde echter over de aanwezigheid van de Orde, en deze moest in 1225 het land verlaten. Intussen nam Herman deel aan de Vijfde Kruistocht tegen Damietta in 1219, en kreeg een onderscheiding voor getoonde moed van Jan van Brienne, in naam koning van Jeruzalem. Later vergezelde Herman keizer Frederik II op de Zesde Kruistocht, nadat hij eerder het huwelijk met Yolande, de dochter van Jan van Brienne in gang had helpen zetten.
Eens terug in Europa hielp Herman Frederik met het opheffen van zijn excommunicatie door paus Gregorius IX. De toenadering tussen de twee vorsten leidde in 1230 tot het verdrag van Anagni. Daarna vroeg Koenraad I van Mazovië Herman om te vechten tegen het heidense oud Pruisen. In 1230, na de goedkeuring van zowel de paus als van de keizer, begon de Orde aan hun lange campagne om Oud-Pruisen te kerstenen.
Hermans opeenvolgende bezoeken aan de paus en aan de keizer brachten de Orde nieuwe privileges en donaties. Door bemiddeling met de paus wist Herman met de Gouden Bul van Rieti in 1234 de Orde onder de bevoegdheid van de Heilige Stoel te stellen. Hij slaagde erin om de Orde van de Zwaardbroeders te verenigen met de Duitse Orde in 1237. Het belang van Hermans rol als bemiddelaar tussen paus Gregorius IX en de keizer is duidelijk zichtbaar in het feit dat alle communicatie tussen Frederik en de paus definitief werd afgebroken bij de dood van Herman. Diezelfde dag werd voor de tweede keer de banvloek over Frederik uitgesproken.
In de Duitse Orde begonnen de ridders wel te klagen over altijd afwezige grootmeester, dus riepen ze hem terug en trokken hem terug uit zijn politieke leven. In tegenstelling tot zijn politieke leven was hij echter minder succesvol in het religieuze leven, en ging al vlug met pensioen naar Salerno in 1238. Herman kwam ziek uit Duitsland naar de hofdag in Verona, waar hij Frederik voor het laatst zag. Hij reisde daarna door naar Salerno waar hij in het hospitaal van de Duitse Orde overleed op Palmzondag 1239.